# Садомсков, Павел Степанович
Павел Степанович Садомсков (1923—1998) — младший лейтенант Советской Армии, участник Великой Отечественной войны, Герой Советского Союза (1943).

## Биография
Павел Садомсков родился 4 декабря 1923 года в селе Дарьинское (ныне — Байтерекский район Западно-Казахстанской области Казахстана). После окончания восьми классов школы работал трактористом. В 1942 году Садомсков был призван на службу в Рабоче-крестьянскую Красную Армию. С сентября того же года — на фронтах Великой Отечественной войны.
К сентябрю 1943 года красноармеец Павел Садомсков был разведчиком роты пешей разведки 987-го стрелкового полка 226-й стрелковой дивизии 60-й армии Центрального фронта. Отличился во время освобождения Киевской области Украинской ССР. 21 сентября 1943 года в бою за село Гиревка Вышгородского района Садомсков захватил вражеский пулемёт и открыл из него огонь по противнику, нанеся ему большие потери. В том же бою ему удалось захватить важные вражеские документы.
Указом Президиума Верховного Совета СССР от 17 октября 1943 года за «образцовое выполнение боевых заданий командования на фронте борьбы с немецкими захватчиками и проявленные при этом мужество и героизм» красноармеец Павел Садомсков был удостоен высокого звания Героя Советского Союза с вручением ордена Ленина и медали «Золотая Звезда» за номером 2818.
В 1945 году Садомсков окончил курсы младших лейтенантов. В 1946 году он был уволен в запас. Проживал и работал в Самаре. Умер 28 августа 1998 года, похоронен на Городском кладбище Самары.
Был также награждён орденом Отечественной войны 1-й степени и рядом медалей.